# Ratania atlantica
Ratania atlantica är en kräftdjursart som beskrevs av Farran 1926. Ratania atlantica ingår i släktet Ratania och familjen Rataniidae. Inga underarter finns listade i Catalogue of Life.